# Bernhard Krechting
Bernhard Krechting (* 2. Februar 1622 in Lübeck; † 22. Oktober 1700 ebenda) war ein deutscher evangelisch-lutherischer Geistlicher, Hauptpastor der Lübecker Marienkirche und Senior des Geistlichen Ministeriums.

## Leben
Bernhard Krechtings gleichnamiger Vater († 1631) war aus Münster nach Lübeck gezogen und hatte hier Elsabe, geb. Boye († 1671) geheiratet.
Er besuchte das Katharineum zu Lübeck und studierte an den Universitäten Helmstedt und Wittenberg, wo er 1646 nach einer Disputation unter dem Vorsitz von Jakob Martini zum Magister graduierte.
Am 18. Oktober 1649 erfolgte seine Berufung zum Prediger der Marienkirche, und am 27. Februar 1673 wurde er ihr (Haupt)Pastor. am 12. Juli 1688 wurde er zum Senior des Lübecker Geistlichen Ministeriums gewählt; während der Vakanzzeiten bis zur Berufung von August Pfeiffer zum Superintendenten 1689 sowie nach dessen Tod am 11. Januar 1698 war er damit der Leitende Geistliche der Evangelisch-Lutherischen Kirche in Lübeck. Krechting war derjenige Geistliche, mit dem Dieterich Buxtehude als Organist von St. Marien am längsten zusammengearbeitet hat. Er galt als theologisch der Lutherischen Orthodoxie verhaftet, streitbar, und als jemand, der auch heftige Kollisionen mit dem Rat nicht scheute.
Er war seit 1650 verheiratet mit Margarathe, geb. Stolterfoht, einer Tochter des Pastors Jacob Stolterfoht. Am 29. April 1700 konnten sie die damals höchst seltene Goldene Hochzeit mit 300 Gästen feiern. Zu diesem Anlass wurde eine silberne Medaille angefertigt. Das Paar blieb kinderlos, sie waren jedoch die Pflegeeltern ihres Neffen Jacob von Melle. Ebenso förderte er Caspar Sagittarius während dessen Schulzeit in Lübeck und seinen Neffen Johann Jacob Stolterfoht, später Stadtphysicus in Lübeck.
An Bernhard Krechting erinnerte ein hölzernes Epitaph in der Marienkirche. Es befand sich an der Ostseite des zweiten nördlichen Chorpfeilers. Ein reichgeschnitzter vergoldeter Rokokorahmen umschloss das auf Holz gemalte und von Johann Heinrich Wedekind signierte und 1698 datierte Brustbild des Verstorbenen und die darunter befindlichen Inschriftentafel. Den oberen Abschluss des Epitaphs bildete inmitten einer Kartusche eine Marke zwischen einem Totenkopf und einem Stundenglas. Das Epitaph verbrannte beim Luftangriff auf Lübeck in der Nacht zum Palmsonntag 1942.

## Schriften
- Partitionum Theologicarum Disputatio Quarta De Providentia / In … Wittebergensi Academia proposita Praeside Jacobo Martini … Respondente Bernhardo Krechtingk Lubecens. Indicitur ad diem XXVII. Maii … Röhner, Wittenberg 1646 (39:131657S im VD 17.)